# Commissione d'indagine sugli attentati dell'11 settembre 2001

Il sigillo della Commissione

La Commissione Nazionale sugli Attacchi terroristici contro gli Stati Uniti (in inglese: National Commission on Terrorist Attacks Upon the United States, nota anche come 9/11 Commission) venne istituita alla fine del 2002 "per predisporre un completo resoconto sulle circostanze in cui avvennero gli attentati dell'11 settembre 2001", compresi i loro preparativi e la prima risposta agli stessi.
La Commissione aveva anche il mandato di formulare raccomandazioni per prevenire futuri attacchi. Data la sua importanza nell'investigare uno dei più importanti eventi della storia statunitense, diversi hanno paragonato la Commissione dell'11 settembre alla Commissione Warren (1963–1964).

## Storia
Presieduta dall'ex governatore del New Jersey Thomas Kean, la Commissione era composta da cinque democratici e da altrettanti repubblicani. Venne istituita con legge del Congresso, firmata dal presidente George W. Bush.
Il voluminoso rapporto finale si basò sulle molte testimonianze raccolte. La conclusione principale fu che i fallimenti della Central Intelligence Agency (CIA) e del Federal Bureau of Investigation (FBI) permisero il verificarsi degli attacchi che queste agenzie avrebbero forse potuto evitare, agendo in maniera migliore e più aggressiva.
Dopo la pubblicazione del rapporto finale, la Commissione terminò i lavori il 21 agosto 2004.

## Membri
I membri della Commissione erano:

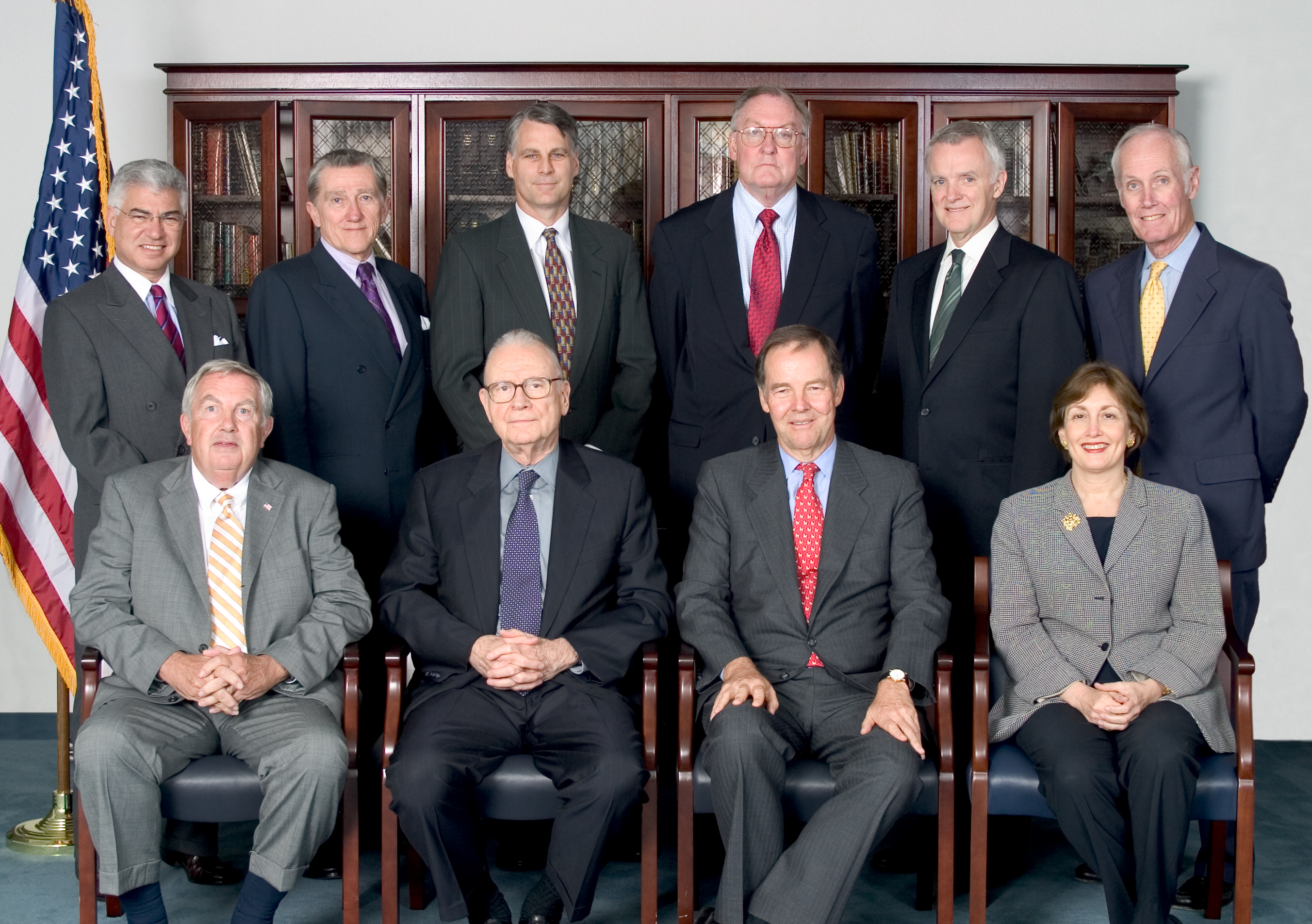
Foto di gruppo dei membri della Commissione d'indagine

- Thomas Kean (Presidente) - Repubblicano, ex governatore del New Jersey
- Lee H. Hamilton (Vicepresidente) - Democratico, ex deputato alla Camera per lo Stato dell'Indiana
- Richard Ben-Veniste - Democratico, avvocato, in precedenza a capo della task force del procuratore speciale sullo scandalo Watergate
- Fred F. Fielding - Repubblicano, avvocato ed ex Consigliere giuridico della Casa Bianca
- Jamie Gorelick - Democratica, vice Procuratore generale durante l'amministrazione Clinton
- Slade Gorton - Repubblicano, ex senatore per lo Stato di Washington
- Bob Kerrey - Democratico, presidente della New School University ed ex senatore per lo Stato del Nebraska
- John F. Lehman - Repubblicano, ex segretario alla Marina
- Timothy J. Roemer - Democratico, ex deputato alla Camera per lo Stato dell'Indiana
- James R. Thompson - Repubblicano, ex governatore dell'Illinois